# Фингер, Готфрид
Готфрид Фингер (нем. Gottfried Finger так же известный как Готфри Фингер англ. Gottfrey Finger, между 1665и 1660, Ольмюце, современный Оломоуц Моравская марка — 31 августа 1730, Мангейм, Священная Римская империя) — австрийский композитор и исполнитель-виртуоз, сделавший успешную карьеру в Англии в 1690-е годы и оказавший влияние на современных ему английских музыкантов. Участник конкурса по постановке оперы «Суд Париса» в 1701 году.

## Биография

### Ранние годы
Документальные свидетельства о месте и дате рождения Готфрида Фингера не известны, тем не менее, почти не вызывает сомнений, что он родился в Ольмюце в семье Георга и Марии Фингер. Георг был музыкантом (трубачом), вероятно при костёле Святого Маврикия, где сохранились записи о крещении младшего брата Готфрида — Томаса (1662—1715) и сестры Варвары (р. 1665). Датой рождения самого Готфрида традиционно считается 1660 год, но ряд современных исследователей, основываясь на анализе раннего творчества композитора полагают, что на момент написания наиболее ранних известных произведений он должен был быть старше на 4 или 5 лет.
Начальное музыкальное образование, вероятно, было получено Готфридом при костёле Святого Маврикия. Затем в раннем возрасте Готфрид поступает на службу к князю-епископу Карлу II Лихтенштейн-Кастелькорн в качестве придворного музыканта. Сведений о характере его обязанностей нет, но в музыкальном собрании Кремзира, где располагалась летняя резиденция епископа, сохранилось несколько написанных им до отъезда в Англию пьес. В Кремзире он почти наверняка обучался игре на трубе у Вейвановского, возглавлявшему в это время епископский оркестр. В произведениях Фингера, написанных для трубы отмечают заметное влияние Вейвановского. Уже в эти годы он был виртуозом игры на виоле да гамба, его пьесы наиболее требовательны к техническим способностям исполнителей среди сохранившихся в кромерецком архиве произведений для этого инструмента. Он пишет музыку для других инструментов, в том числе самые ранние сохранившиеся ансамблевые пьесы для баритона. Игре на флейте Фингер обучился, вероятнее всего, незадолго перед прибытием в Англию.
Существуют косвенные свидетельства посещения Фингером Вены в начале 1670-х годов, возможно в качестве аккомпаниатора Вейвановского.
Существует (не подтверждаемое другими источниками) свидетельство о посещении Мюнхена в 1882 году.

### Карьера в Англии
Возможно, Фингер прибыл в Лондон ещё в 1685 году и давал концерты совместно с Августом Кюнелем в ноябре этого года, есть свидетельства его присутствия в Лондоне относящиеся к 1686 году. В марте 1687 года Готфрид Фингер получает место в придворной католической капелле Якова II в качестве музыканта-инструменталиста.
В 1688 году Фингер публикует op.1 «Sonatae pro diversis instrumentis» — собрание из 12 пьес для различных сочетаний струнных и бассо континуо. Сборник содержит посвящение королю Якову, поскольку сонаты были написаны для исполнения королевской капеллой. Титульная страница сборника была выгравирована Симоном Грибелином, в те годы работавшем при дворе.
Когда в 1688 Яков отправился в изгнание, Фингер не последовал за ним и остался в Англии. Тем не менее, музыка Фингера сопровождала двор Стюартов в изгнании — произведения Фингера встречаются в рукописях, происходящих из королевского двора. Место в придворной капелле при протестантском дворе Вильгельма Оранского Фингер, не получил, и продолжил свою карьеру в Англии как независимый музыкант. Покровителями Фингера в этот период выступают герцог Манчестера Чарльз Монтегю и Эдвард Финч.
В 1690 году в Лондоне выходит в свет второй сборник инструментальных произведений «Six Sonatas or Solos, three for a flute and three for a violin». Сборник стал первым изданием сонат для сольных инструментов, опубликованным в Англии и представляет собой сочетание родного для Фингера Австро-Богемского стиля с современной итальянской музыкой. Пьесы для флейты относительно просты и могли исполняться музыкантами-любителями, скрипичные пьесы сложнее и требуют большего мастерства от исполнителя. Сборник имел большой успех и породил несколько подражаний, среди которых называют произведения Уильяма Крофта и Даниеля Пёрселла, выпустившего аналогичный сборник из трёх сонат для флейты и трёх скрипичных сонат. Сборник был издан Фингером на собственные средства, впоследствии он продал доски издателю Джону Уолшу, который продолжал выпускать репринтные издания сборника на протяжении долгого времени после того, как Фингер навсегда покинул Англию.
В следующем 1691 году Фингер выпускает в свет сразу два нотных издания: «A Collection of Choice Ayres» — сборник арий и сюит для ансамбля из двух или трёх флейт и «A Collection of Musick in Two Parts» — сборник произведений для флейты и скрипки в сопровождении бассо-континуо.
В 1691 году Фингер пишет музыку для ежегодного тожественного ужина в честь праздника покровительницы музыкантов святой Цецилии. Ужин проходил в Лондонском Stationers' Hall, программа включала пьесу для четырёх(?) труб, исполненную под управлением Джона Шора. Через два года, в 1693 году Фингер участвует в празднике уже в роли одного из распорядителей. Две пьесы Фингера исполнялась на празднике в честь дня Святой Цецилии в 1695 году в Эдинбурге.
В 1690-х Фингер продолжает карьеру исполнителя-виртуоза. Он даёт концерты в York Buildings на Villiers Street — первом специализированном концертном зале Лондона, открытом в 1689 году. Фингер даёт концерты совместно с бывшим сослуживцем по королевской католической капелле Джовании Батиста Драги начиная, по крайней мере, с 1693 и до 1697 года. На протяжении «сезона» давались еженедельно. В этот период Фингер так же сотрудничает с Готфридом Келлером, который, вероятно исполнял партию континуо на его концертах в York Buildings. Кроме того, они опубликовали совместный сборник «Six Sonates a.2. flustes et 2 Hautbois ou Violons et I Basse Continue». Вероятно, большая часть камерной музыки сохранившейся только в рукописях, в частности, множество сонат для флейты и скрипки, была создана Фингером для этих представлений.
В 1695 Фингер упоминается в качестве будущего преподавателя игры на виоле да гамба в Лондонской Королевской Академии — учебном заведении, где планировалось обучать наукам и искусствам, в том числе, музыке. Создание академии не увенчалось успехом.
В 1695 году Готфрид Фингер начинает сотрудничать с новым театром Линкольнс-Инн-Филдс и пишет музыку для наиболее успешной пьесы Уильяма Конгрива «Love for Love», представленной в день открытия театра — с этого момента начинается его карьера театрального композитора. До 1697 года им было написано несколько сюит, как минимум, для семи пьес.
В 1693 году Фингер пишет оду на стихи стихи Теофиля Парсонса к празднику святой Цецилии. В 1695 году Фингер публикует оду «Weep all ye Muses» на смерть Генри Пёрсела, автором стихов выступил Кембриджский преподаватель Джеймс Талбот.
В период с 1697 по 1699 год следы Фингера теряются, вероятно он находился за пределами Англии в Италии, Франции и, возможно, Нидерландах. После своего возвращения Фингер продолжает участвовать в театральной жизни Лондона, в этот период он написал музыку для девяти драматических постановок и двух семи-опер. Наиболее успешная среди них — семи-опера «The Virgin Prophetess or the Fate of Troy» (либретто Элькана Сеттла), которую продолжали ставить даже после отъезда Фингера на континент.

### Участие в музыкальном соревновании
21 марта 1700 года через The London Gazette от имени от имени «несколько достойных господ» был объявлен конкурс на «лучшего композитора». По условиям конкурса претенденты должны были создать музыку и представить постановку оперы по пьесе Уильяма Конгрива Суд Париса, написанной специально для соревнования. Призовой фонд составлял 200 гиней, победитель получал 100 гиней, а участники занявшие второе, третье и четвёртое место соответственно 50, 30 и 20. Каждый из участников должен был представить свою оперу на отдельном представлении, а затем все четыре постановки-финалиста представлялись в течение одного дня. Победитель должен был определяться голосованием зрителей. Оперы были представлены в театре Дорсет Гарден. В соревновании приняли участие Джон Экклс (представление 21 марта 1701 года), Готфрид Фингер (28 марта), Даниэль Пёрсел(11 апреля) и Уэлдон Д. (6 мая). Финальное представление всех постановок в течение одного дня произошло 3 июня 1701 года.
Фаворитом считался Эклс: среди участников он имел самый богатый опыт работы в театре и уже ставил несколько пьес Конгрива. Тем не менее, он получил только второй приз. Первый приз получил Джон Уэлдон — самый молодой и неопытный из участников. Третий приз получил Пёрселл, Фингер занял четвёртое место и был глубоко оскорблён таким результатом: "я рассчитывал на суд мужчин, а не мальчишек". Фингер разочаровался в английской публике и навсегда покинул Англию.
Перед отъездом из Англии Фингер, вероятно нуждавшийся в средствах для переезда, продал свою музыкальную библиотеку, содержавшую публикации и рукописи его собственных произведений и собрание музыки итальянских и французских композиторов, приобретённое в ходе итальянского путешествия 1697—1699 годов. Сохранившийся каталог распродажи этой библиотеки является важным источником изучения творчества самого Фингера и музыкальной жизни Лондона рубежа XVII—XVIII столетий.

### После возвращения на континент
В декабре 1701 года Фингер находится в Вене и планирует постановку оперы, возможно, при поддержке своего будущего постоянного соавтора Жана-Батиста Волюмиера.
К этому времени он вступил в пожилой (по меркам XVIII столетия) возраст и вновь предпринимает усилия для получения статуса придворного музыканта, что гарантировало стабильный доход. В 1702 Фингер находится на службе у прусской королевы Софии Шарлотта. В это же время он ищет покровительства у пфальцкого курфюрста Иоганна Вильгельиа, посвятив ему Сонату X Опус 5, но получает должность у его брата Карла Филлипа, в то время управлявшего Тиролем и остаётся у него на службе до конца своих дней. Сочинил музыку для праздника по случаю бракосочетания прусского кронпринца, впоследствии короля Фридриха Вильгельма I, и Софии Доротеи Ганноверской в декабре 1706 года. В 1706 году, вслед за двором Карла переезжает в Вроцлав, а затем в 1708 году в Инсбрук. Только в октябре 1707 года Фингер получает должность придворного музыканта, а в 1708 году капельмейстера в придворной капелле Инсбрука. В те же годы Фингер вновь появляется в Берлине, где ставятся две его оперы: «Победа красоты над героями»(1706 год) и «Свадьба Роксаны и Александра»(1708 год). Помимо обязанностей капельмейстера Фингер продолжал выступать как исполнитель на фаготе и трубе. Фингер был знаком с Атилио Ариости, существует предположение, что произведения для баритона были написаны Ариости для Фингера. В это же время жена Фингера, Катерина Элизабет, выступает как клавесинистка. В 1717, после смерти брата, Карл Филип становится курфюрстом Пфальца и Фингер вселд за двором переезжает в Нойбург-ан-дер-Донау, затем в Готу, затем в Гейдельберг в 1718 и, наконец, в Мангейм в 1720 году. В последние годы Фингер писал камерную музыку для двора в Мангейме и Дюссельдорфе, которая, насколько известно, не сохранилась. Похоронен в Мангейме 31 августа 1730 года.

## Творчество
Основная часть инструментальной музыки Фингера написана в форме сонаты.
Трио-сонаты создавались английскими композиторами начиная с 1670-х годов, но большие сонаты, и особенно, сочетающие медные и деревянные духовые и струнные инструменты получили распространение в Англии, вероятно, под влиянием Фингера. Этот жанр был широко распространён в Центральной Европе с середины XVII столетия, в пьесах самого Фингера можно встретить элементы, заимствованные у Антонио Берталли, Иогана Шмельцера, Бибера и Вейвановского. К центрально-европейским влияниям можно отнести замену корнетов и тромбонов гобоями и фаготами.
Получение должности исполнителя на виоле да гамба в придворной капелле короля Якова указывает на виртуозное владение инструментом — уровень исполнительского мастерства английских гамбистов этого времени устанавливал высокие стандарты. В сочинениях Фингера для виолы да гамба обычно отмечается влияние Бибера с сочинениями которого Фингер мог познакомится в собрании Кремзира. Как и в гамбовых пьесах Бибера, для Фингера характерна лоскутная структура сонат и заметно влияние приёмов скрипичной виртуозной игры (в частности — скордатур). Кроме того, в ранних произведениях Фингер перерабатывал мелодии Люлли с которыми познакомился, вероятно, благодаря Георгу Муффату (который, по собственному утверждению, способствовал распространению «французского стиля» среди музыкантов Австрии и Богемии).
В своих скрипичных сонатах Фингер следовал Австро-Богемской школе в рамках которой формировался как музыкант и современной итальянскую школе, возглавляемой Арканджело Корелли, порой пытаясь комбинировать их в рамках одного произведения. Эти произведения Фингера пользовались популярностью в Англии и переиздавались в течение 20 лет после публикации, но мало повлияли на творчество английских композиторов.
Весьма вероятно, что Фингер был одним из композиторов и исполнителей из континентальной Европы, под влиянием которых в музыке английских композиторов труба стала использоваться не только как военный и церемониальный инструмент. Появление Фингера в Англии хронологически совпадает с началом использования трубы в камерной музыке английских композиторов, в частности Генри Пёрселла. В Моравии, и особенно, в Ольмюце, уже с начала XVII столетия отмечается использование трубы в церковной музыке, в камерной светской музыке трубу использовали Бибер и Вейвановский. Произведения Фингера для трубы отмечены влиянием обоих предшественников, особенно последнего. С влиянием Вейвановского связывают некоторую старомодность, которая прослеживается у фингера даже в его поздних пьесах для трубы. Фингер писал для трубы как светскую, так и религиозную музыку (последняя полностью утрачена).
Самые ранние произведения для флейты, написанные незадолго перед приездом в Англию, отличает относительная простота. Это связано с тем, что в период обучения Фингера барочная флейта ещё не получила распространения в Моравии и он познакомился с ней уже в Вене или Мюнхене. Более поздние сочинения для флейты написаны под влиянием современных ему английских и французских композиторов, прежде всего Жака Пезибля так же работавшего в Англии.
Фингер, ещё до приезда в Англию, был виртуозным исполнителем на баритоне. 7 сюит для баритона и виолы да гамба являются самыми ранними ансамблевыми пьесами для баритона. Как и в музыке для виолы, своих работах для баритона Фингер использовал различные скордатуры.
В библиотеке колледжа Крайст-черч сохранилась рукопись незавершённого трактата посвящённая музыке и музыкальным инструментам, известная как «Манускрипт Талбота». Создатель рукописи, Джеймс Талбот, автор стихов для оды Фингера на смерть Генри Пёпсела, собирал сведения у различных английских музыкантов, но наиболее часто цитируемым консультантом оказался Фингер, который предоставил сведения о 16 инструментах (большинство из которых — необычные или вовсе неизвестные в Англии инструменты, бывшие в ходу в Центральной Европе). Помимо теоретических сведений, Талбот приводил описания и обмеры инструментов, часть из которых, были предоставлены Фингером.

## Сочинения

### Музыка для театра
- RT12[К 5] — «Love for Love» для пьесы Уильяма Конгрива, 30 апреля 1695 года;
- RT20 — «The She-Gallants» пьеса Джорджа Гранвиля[англ.] декабрь 1695 года;
- RT15 — маска «The Loves of Mars and Venus» (возможно, совместно с Джоном Экклсом), пьеса Питера Мотто[англ.], представлена в составе постановки «The Anatomist or the Sham Doctor» Эдварда Равенскрофта[англ.], 1696 год;
- RT8 — «The Husband his own Cuckold» пьеса Джона Драйдена, февраль 1696 года;
- RT6 — «The Deceiver Deceived» пьеса Мэри Пикс[англ.], 1697 год;
- RT9 — «The Innocent Mistress» пьеса Мэри Пикс, 1697 год;
- RT15 — «The Mourning Bride» пьеса Уильяма Конгрива, февраль 1697 года;
- RT5 — «Верная чета, или Путешествие на юбилей» Джоржа Фаркера, 1699 год;
- RT10 — «Ифигения» Джона Денниса, 1699 год;
- RT14 — «Love’s at a Loss, or Most Votes Carry it» Катерины Троттер, 23 ноября 1700 года;
- RT13 — «Love Makes a Man; or, The Fop’s Fortune» Колли Сиббера, 9 декабря 1700 года;
- RT17 — «The Pilgrim» Джона Ванбру 1700 год;
- маска «The Secular Masque» либреттоДжона Драйдена, представлена вместе с «The Pilgrim» Джона Ванбру в 1700 году;
- RT7 — «The Humours of the Age» Томаса Бэйкера[англ.], март 1701 года;
- RT21 — «Sir Harry Wildair» пьеса Джоржа Фаркера апрель 1701 года;
- RT18 — семи-опера «The Rival Queens, or the Death of Alexander the Great», совместно с Даниэлем Пёрселлом, (по пьесе Натаниэля Ли), Лондон, Drury Lane, февраль 1701;
- RT22 — семи-опера «The Virgin Prophetess or the Fate of Troy» пьеса Сеттл[англ.]), май 1701 года, Лондон[1][32][33]
- RT11 — маска «The Judgement of Paris», либретто Уильям Конгрив, 1701 год, Лондон;
- «Победа красоты над героями» (либретто фон Бессер[нем.]) совместно с Штрикером[нем.] и Волюмиером[нем.] (1706, Берлин)[1][32][4];
- «Свадьба Роксаны и Александра» (либретто фон Бессер[нем.]) совместно с Штрикером[нем.] и, возможно, Волюмиером[нем.], 1708 год, Берлин[32][4].

### Вокальные произведения
- RV14L — ода «Cecilia, look down and see» стихи Теофиля Парсонса 22 ноября 1693 года, утрачена;
- RV15L — ода «Weep all ye Muses, 'Mr Purcel’s Farwel'» на смерть Генри Пёрселла, стихи Джеймса Талбота 13 января 1696 года, утрачена;

### Инструментальная музыка

#### для двух виол да гамба
- RI54 — Чакона, соль мажор;
- RI55 — Куриоза, ре мажор;
- RI56 — Интрада, ля мажор;
- RI57 — Пастораль, ля мажор;
- RI58 — Соната, ля минор;
- RI59 — Соната, си мажор;
- RI60 — Соната, соль мажор;
- RI61 — Соната Амоена, ми мажор;
- RI62 — Соната Ариозо, ре минор;
- RI63 — Соната Августиниана, ре минор;
- RI64 — Соната Аврелиана, соль минор;
- RI65 — Соната Фуриоза, ре мажор;
- RI66 — Соната Фуриоза, соль мажор;
- RI67 — Соната Гранта, ре минор;
- RI68 — Соната Гратиоза, ре мажор;
- RI69 — Соната, ля мажор;
- RI70 — Соната, ля мажор;
- RI71 — Соната прима, до мажор;
- RI72 — Соната селекта, ре мажор;
- RI73 — Соната си минор;
- RI74 — Сюита, ля мажор (скордатура);
- RI75 — Сюита, ре мажор;
- RI76 — Сюита, ре мажор;
- RI77 — Сюита, ми минор;
- RI78 — Сюита, соль мажор;

#### для виолы да гамба и баритона
- RI79 — Сюита, си мажор;
- RI80 — Сюита, до минор;
- RI81 — Сюита, до мажор;
- RI82 — Сюита, до мажор;
- RI83 — Сюита, ми мажор;
- RI84 — Сюита, фа мажор;

#### для флейты и бассо-континуо
- RI97 — Соната, си бемоль мажор;
- RI98 — Соната, си бемоль мажор;
- RI99 — Соната, до мажор;
- RI100 — Соната, до мажор;
- RI101 — Соната, до мажор;
- RI102 — Соната, до минор;
- RI103 — Соната, ре минор;
- RI104 — Соната, ре минор;
- RI105 — Соната, ре минор;
- RI106 — Соната, фа мажор;
- RI107 — Соната, фа мажор;
- RI108 — Соната, фа мажор;
- RI109 — Соната, фа мажор;
- RI110 — Соната, фа мажор;
- RI112 — Соната, соль мажор;
- RI113 — Соната, соль мажор;

#### для скрипки и бассо-континуо
- RI124 — Соната, си бемоль мажор;
- RI132 — Соната, ми мажор;
- RI136 — Соната, фа мажор;

#### для двух виол д’амур и бассо-континуо
- RI172 — Интрада, ля минор;

#### для двух виол да гамба и бассо-континуо
- RI173 — Пастораль, ля мажор;

#### для скрипки, виолы да гамба и бассо-континуо
- RI197 — Соната, ля мажор;
- RI198 — Соната, ре минор;
- RI199 — Соната, фа мажор;
- RI212 — Чакона, соль мажор;
- RI213 — Соната ми бемоль мажор;
- RI214 — Соната соль мажор;

### Опубликованные произведения
- Sonatae XII Pro Diversis Instrumentis. — Лондон, 1688.;
- VI Sonatas or Solos. — Лондон: автор, 1690.;
- A Collection of Choice Ayres for two & three Treble Flutes. — Лондон: Thomas Jones and John May, 1691.;
- A Collection of Musick in Two Parts. — Лондон: Moore, 1691.;
- Apollo's Banquet, I. — Лондон: Walsh, 1691.;
- Thesaurus Musicus, I. — Лондон: Hudgebut, 1693.;
- Mercurius Musicus. — Лондон, 1694.;
- Thesaurus Musicus, II. — Лондон: Playford, 1694.;
- Thesaurus Musicus, IV. — Лондон: J. Heptinstall for J. Hudgebut, 1694.;
- Compleat Flute-Master. — Лондон: Walsh and Hare, 1695.;
- Thesaurus Musicus, V. — Лондон: Hudgebut, 1696.;
- Six Sonates a.2. flustes et 2 Hautbois ou Violons et 1 Basse Continüe. — Amsterdam: Roger, 1698.;
- Six Sonatas, op. 2. — Лондон, 1698.;
- Quatorse Sonates. — Амстердам: E. Roger, 1698.;
- A Collection ofAyers. — Лондон: Walsh, 1698.;
- Six Sonatas or Solos. — Лондон, 1699.;
- Theatre Musick, II. — Лондон: Walsh, 1699.;
- Compleat Instructor to the Flute, I. — Лондон, 1700.;
- Dix Sonates a 1 Flute & Basse Continue, op. 3. — Амстердам: Roger, около 1700.;
- The Self-Instructor on the Violin, I. — Лондон: Walsh,, 1700.;
- The Self-Instructor on the Violin, II. — Лондон, 1700.;
- The Self-Instru ctor on the Violin, III. — Лондон, 1700.;
- Theater Musick, III. — Лондон: Walsh, 1700.;
- Calms appear when storms are past. — Лондон, около 1701.;
- Compleat Instructor to the Flute, II. — Лондон, около 1701.;
- The Dancing-Master. — Лондон: Playford, 1701.;
- Harmonica Anglicana, I. — Лондон: Walsh, 1701.;
- Harmonica Anglicana, II. — Лондон: Walsh, 1701.;
- Harmonica Anglicana, III. — Лондон: Walsh, 1701.;
- Apollo's Banquet, II. — Лондон: Playford, 1701.;
- VIII Sonatas, op. 2, W. Corbett. — Амстердам: Roger, около 1701.;
- Airs Anglois, II. — Амстердам: Roger, около 1701.;
- Airs Anglois, III. — Амстердам: Mortier, около 1702.;
- X Suonate a tre, due violini e violoncello o basso continuo, op. 5. — Амстердам, 1702.;
- Select Lessons for the Violin. — Лондон: Walsh, 1702.;
- XII Suonate, opp. 4 and 6. — Амстердам, 1703.;
- A Collection of the Choicest Songs & Dialogues. — Лондон, 1703.;
- A Collection of Airs. — Лондон: Walsh, 1703.;
- Select Preludes or Volentarys. — Лондон: Walsh, 1704.;
- Six Sonatas three for two Flutes and three for a Flute and Bass Compos'd by Several Eminent Masters. — Лондон: Walsh, 1705.;
- The Division Flute, I. — Лондон: Walsh, 1706.;
- The Division Flute, II. — Лондон: Walsh, 1708.;
- Select Preludes and Volluntarys. — Лондон, 1708.;
- Duos Anglois. — Амстердам: Mortier, около 1709.;
- Six Sonatas or Solos. — Лондон: Walsh, ?1710.;
- Six Solos for a Flute and a Bass. — Лондон: Walsh, около 1730..

## Записи
- Петр Вагнер «Finger: Sonatae, Balletti scordati, aria et variationes», 2005 год, с ансамблем Ensemble Tourbillon — первый CD полностью посвящённый музыке Готфрида Фингера для виолы да гамба[34]
- Джессика Хорсли, Дэвид Хэтчер, «Finger: Furiosa — Virtuoso music for two bass viols», 2011 год — сочинения для двух басовых виол, первая запись 30 произведений из Sünching Codex[35].
- Echo du Danube «Sonatae Pro Diversis Instrumentis Op. 1», 2011 год;
- Петр Вагнер «Finger: The complete music for viola da gamba solo», 2013, — сборник произведений для виолы да гамба соло;
- Эрнст Кубичек (флейта), Даниэль Пильц (виола да гамба), Анна Мария Драгозитс (клавесин), Андреас Аренд (теорба), «Sonaten Für Blockflöte und B.C.», 2015 — сборник сонат для блокфлейты и бассо-континуо;
- 2019 Хэйзел Брукс (скрипка), Девид Поллок (клавесин), «Finger: A Bohemian In London» — сборник скрипичных сонат.

## Комментарии
1. ↑  По современным оценкам 1656[1] или 1655[2]
2. ↑  По этой причине иногда весь сборник описывается как адресованный непрофессиональным музыкантам [14]
3. ↑  речь идёт о жанре инструментальной музыки, см. Air
4. ↑  самое раннее рекламное объявление с его участием 23 ноября 1693 года
5. ↑  Обозначения пьес даны по каталогу, предложенному Робертом Роусоном в докторской диссертации «From Olomouc to London : the early music of Gottfried Finger (c. 1655—1730). Thesis (Ph.D.)»[31].